# 폴 버그
폴 버그(영어: Paul Berg, 1926년 6월 30일 ~ 2023년 2월 15일)는 미국의 생화학자이다. 1980년 재조합 DNA와 연관된 핵산의 생화학적 기초 연구로 월터 길버트, 프레더릭 생어 박사와 함께 노벨 화학상을 수상했다.

## 학력
- 1939년~1943년: 에이브러햄 링컨 고등학교 (졸업)
- 1943년~1948년: 펜실베이니아 주립 대학교 (학사)
- 1948년~1952년: 케이스 웨스턴 리저브 대학교 (박사)

## 수상 경력
- 1980년 : 가드너 국제상
- 1980년 : 노벨 화학상
- 1980년 : 앨버트 래스커 기초 의학 연구상
- 1983년 : 미국 국가 과학상